# Діер-Парк (Огайо)
Діер-Парк (англ. Deer Park) — місто (англ. city) в США, в окрузі Гамільтон штату Огайо. Населення — 5432 особи (2020).

## Географія
Діер-Парк розташований за координатами 39°12′13″ пн. ш. 84°23′51″ зх. д. / 39.20361° пн. ш. 84.39750° зх. д. (39.203704, -84.397501).  За даними Бюро перепису населення США в 2010 році місто мало площу 2,26 км², уся площа — суходіл.

## Демографія
Згідно з переписом 2010 року, у місті мешкало 5736 осіб у 2618 домогосподарствах у складі 1398 родин. Густота населення становила 2534 особи/км².  Було 2784 помешкання (1230/км²).
Расовий склад населення:
| - 91,9 % — білих - 4,6 % — чорних або афроамериканців - 1,3 % — азіатів - 0,1 % — корінних американців |

До двох чи більше рас належало 1,5 %. Частка іспаномовних становила 1,7 % від усіх жителів.
За віковим діапазоном населення розподілялося таким чином: 18,8 % — особи молодші 18 років, 65,4 % — особи у віці 18—64 років, 15,8 % — особи у віці 65 років та старші. Медіана віку мешканця становила 38,5 року. На 100 осіб жіночої статі у місті припадало 90,1 чоловіків;  на 100 жінок у віці від 18 років та старших — 88,4 чоловіків також старших 18 років.
Середній дохід на одне домашнє господарство  становив 63 225 доларів США (медіана — 46 094), а середній дохід на одну сім'ю — 86 187 доларів (медіана — 71 500). Медіана доходів становила 50 488 доларів для чоловіків та 41 387 доларів для жінок. За межею бідності перебувало 7,6 % осіб, у тому числі 11,4 % дітей у віці до 18 років та 10,9 % осіб у віці 65 років та старших.
Цивільне працевлаштоване населення становило 3140 осіб. Основні галузі зайнятості: освіта, охорона здоров'я та соціальна допомога — 21,9 %, виробництво — 13,0 %, мистецтво, розваги та відпочинок — 10,9 %, науковці, спеціалісти, менеджери — 10,1 %.